# Бородінський мікрорайон (Запоріжжя)
Бородíнський мікрорайóн — житловий масив на правому березі річки Дніпро у Дніпровському районі міста Запоріжжя. На початку вулиці Петра Сагайдачного розташована районна державна адміністрація по Дніпровському районі Запорізької міської ради (вул. Петра Сагайдачного, 1-А). 

## Історія
Бородінський мікрорайон утворений, як адміністративна одиниця у 1984 році. Народна назва мікрорайону — «Бородок». У мікрорайоні багатоповерхівки сусідствують з численними приватними будинками.
1982 року майбутній Бородінський мікрорайон почав забудовуватися від перехрестя вулиць Дмитра Вишневецького (до 20 травня 2024 року — Ладозька) та Петра Сагайдачного (до 28 вересня 2023 року — вул. Бородінська). Офіційна версія, чому колишню вулицю Бородінську та однойменний мікрорайон отримали таку назву невідома, проте вважається, що мікрорайон отримав назву на честь Бородінської битви. Саме у 1982 році, на початку забудови мікрорайону, на той час відзначався битви минуло 170-річний ювілей Бородінської битви та й у населених пунктах колишнього СРСР вулиці отримали на честь цієї події назви — Бородінська (нині — ). На момент забудови декілька багатоповерхівок в тій місцевості вже було побудовано. Правда, у них була дивна нумерація: парні та непарні будинки могли стояти на одній стороні поруч. Активно забудовуватися Бородінський мікрорайон почав з моменту, як він приєднався до Дніпровського району (до 2016 року — Ленінський район).
5 листопада 1984 року побудована тролейбусна лінія на Бородінський мікрорайон вулицями Бородінській, Маршала Чуйкова. За два дні до чергової річниці Жовтневої революції у Запоріжжі відкрито новий тролейбусний маршрут № 17, який сполучив Бородінський мікрорайон та площу Профспілок у центрі міста. Відстань між кінцевими зупинками складала — 10 км, час у дорозі — 30 хвилин. Маршрут обслуговували 7 тролейбусів. Нову тролейбусну лінію за проєктом ЗТТУ та «Діпроелектро» брали участь підприємства міста:  ЗТЗ (иготовлення контактного дроту), енергомеханічний завод виготовляв металеві опори, а їх установку здійснювало підприємство «Дніпроенерго».

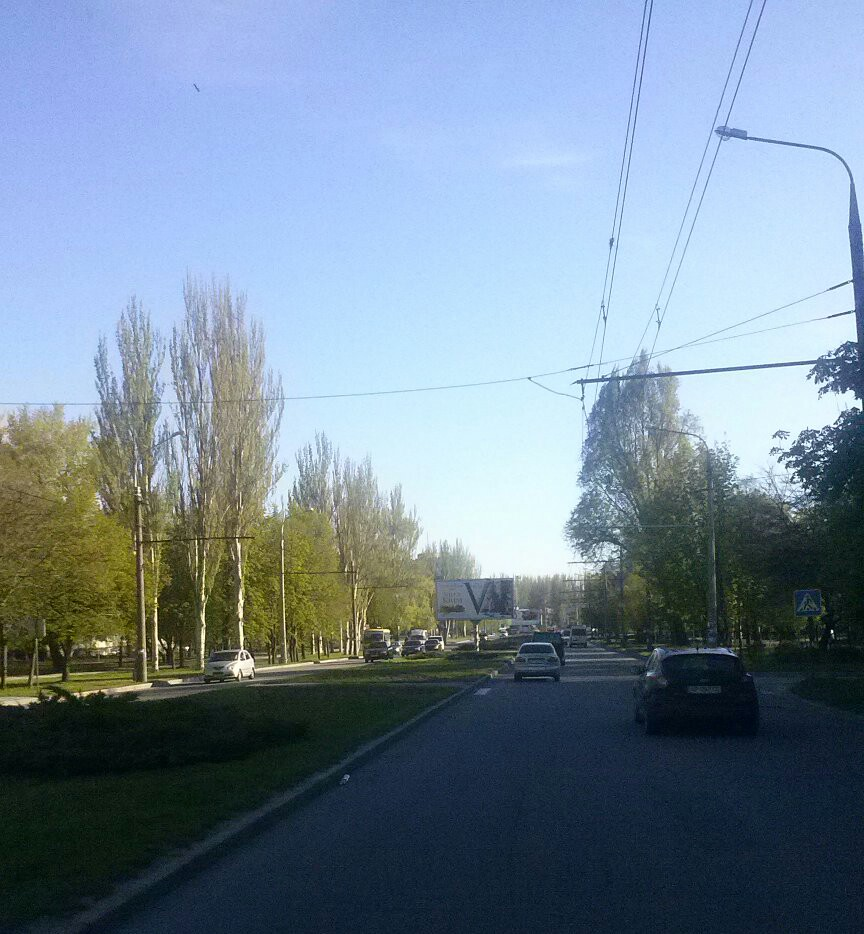
Вулиця Петра Сагайдачного

У 1990-х роках від річкового порту до Бородінського мікрорайону відкритий тролейбусний маршрут № 18, який у травні 2000 року був скасований, а тролейбусний маршрут № 5 від вулиці Чумаченка, що у Космічному мікрорайоні, подовжено від площі Леніна до Бородінського мікрорайону.
1 вересня 2020 року відкритий новий тролейбусний маршрут № 2, який сполучив Бородінський мікрорайон з Хортицьким районом через Верхню Хортицю (маршрут обслуговували тролейбуси Дніпро Т203 з опцією автономного ходу) (з березня 2022 року маршрут № 2 тимчасово припинив роботу).

## Транспорт
До Бородінського мікрорайону прямують:
- тролейбус  № 17 (з 21 березня 2024 року тимчасово маршрут руху обмежено до площі Запорізької через пошкодження інфраструктури греблі Дніпровської ГЕС, спричиненого ракетними обстрілами російськими окупантами);
- автобуси та маршрутні таксі № 15, 18, 21, 49, 63, 72, 81, 84, 88, 95.

## Зв'язок
У мікрорайоні розташоване два відділення зв'язку «Укрпошти»:
- № 96 (вул. Дмитра Вишневецького, 8)
- № 121 (вул. Товариська, 58).

Відділення «Нова пошти»:
- № 3 (вул. Айвазовського, 9)
- № 21 (вул. Товариська, 56)
- № 43 (вул. Дмитра Вишневецького, 18-В).

## Навчальні заклади
На території мікрорайону розташовані навчальні заклади:
- колегіум «Елінт» (вул. Професора Толока, 29);
- загальноосвітня школа I—III ступенів № 69 (вул. Дмитра Вишневецького, 2)
- гімназія № 100 (вул. Дмитра Вишневецького, 2-А)
- навчально-виховний комплекс № 109 (вул. Дніпровські Пороги, 29)
- «Хабад Любавич», приватна єврейська школа (вул. Петра Сагайдачного, 9-А)
- дитяча художня школа (вул. Дмитра Вишневецького, 26)
- дошкільний навчальний заклад № 101 «Софія» (вул. Професора Толока, 17-А)
- дошкільний навчальний заклад № 286 «Полунична галявина» (вул. Професора Толока, 17).

## Охорона здоров'я
На території мікрорайону розташовані:
- Жіноча консультація № 1 пологового будинку № 4 (вул. Професора Толока, 32)
- Дитяча поліклініка (вул. Дмитра Вишневецького, 17).

## Парк відпочинку
У Бородінському мікрорайоні облаштований парк Журналістів — це гарний і невеликий парк з фігурками з мультфільму «Мауглі». Свою нинішню назву отримав порівняно нещодавно, і, схоже, ніхто, крім мешканців Бородінського мікрорайону, його під такою назвою не знає.

## Торгівля та банківські послуги

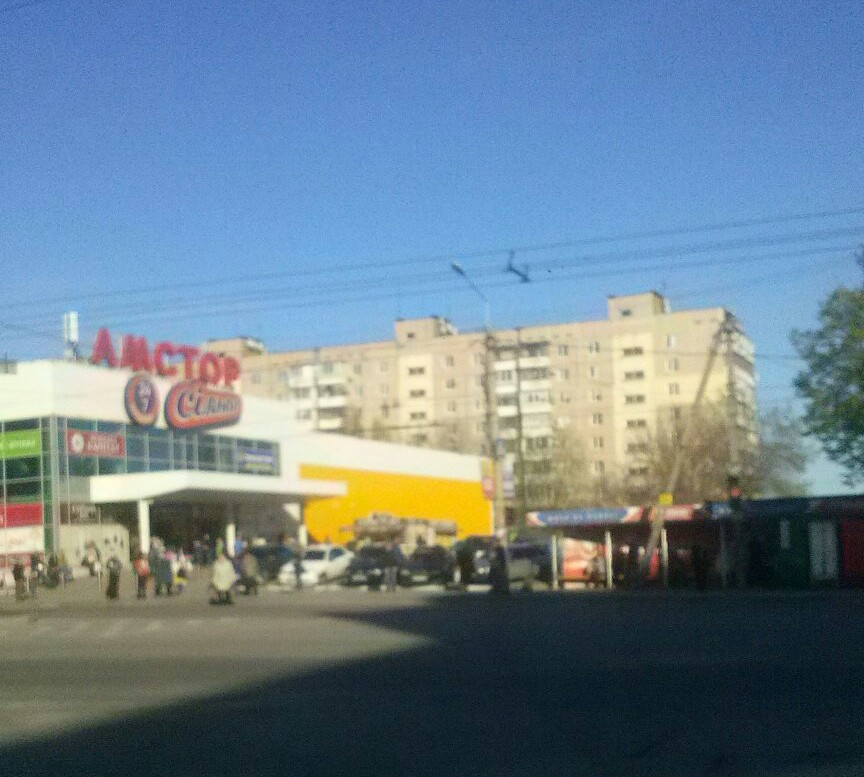
Супермаркет «Сільпо»

Торгівля забезпечується супермаркетами торгових мереж АТБ, Сільпо, ТЦ «Бородінський» (вул. Петра Сагайдачного, 7), чисельними дрібними крамницями, Бородінським ринком.
Діють філії банків «Ощадбанк», «ПриватБанк», «Укрсиббанк» «Райффайзен Банк», фінансова організація «ЗапоріжЗв'язокСервіс» та тощо.